# Mexico City Open 2025
Il Mexico City Open 2025 è stato un torneo maschile di tennis professionistico. È stata la 4ª edizione del torneo, facente parte della categoria Challenger 125 nell'ambito dell'ATP Challenger Tour 2025, con un montepremi di 200 000 $. Si è giocato dal 7 al 13 aprile 2025 sui campi in terra rossa del Centro Deportivo Chapultepec di Città del Messico, in Messico.

## Partecipanti

### Teste di serie
| Nazionalità | Giocatore              | Ranking* | Testa di serie |
| ----------- | ---------------------- | -------- | -------------- |
| Australia   | James Duckworth        | 89       | 1              |
| Argentina   | Thiago Agustín Tirante | 111      | 2              |
| Francia     | Adrian Mannarino       | 144      | 3              |
| Brasile     | Felipe Meligeni Alves  | 152      | 4              |
| Argentina   | Juan Pablo Ficovich    | 155      | 5              |
| Canada      | Alexis Galarneau       | 162      | 6              |
| Svizzera    | Marc-Andrea Hüsler     | 168      | 7              |
| Francia     | Hugo Grenier           | 182      | 8              |

* Ranking al 31 marzo 2025.

### Altri partecipanti
I seguenti giocatori hanno ricevuto una wild card per il tabellone principale:
- Rodrigo Alujas
- Darwin Blanch
- Alex Hernández

I seguenti giocatori sono entrati in tabellone come alternate:
- Maxime Cressy
- Luka Pavlovic

I seguenti giocatori sono passati dalle qualificazioni:
- Pedro Sakamoto
- Juan Carlos Aguilar
- Andres Martin
- Neil Oberleitner
- Maximilian Neuchrist
- Alfredo Perez

Il seguente giocatore è entrato in tabellone come lucky loser:
- Tom Paris

## Punti e montepremi
| Torneo    | Torneo              | V      | F      | SF    | QF    | 2T    | 1T    | Q | Q2  | Q1  |
| Singolare | Punti               | 125    | 64     | 35    | 16    | 8     | 0     | 5 | 3   | 0   |
| Singolare | Premi in denaro ($) | 21 650 | 12 770 | 7 560 | 4 400 | 2 590 | 1 565 | – | 785 | 395 |
| Doppio    | Punti               | 125    | 64     | 35    | 16    | –     | 0     | – | –   | –   |
| Doppio    | Premi in denaro ($) | 9 350  | 5 440  | 3 250 | 1 930 | –     | 1,080 | – | –   | –   |

## Campioni

### Singolare
Felipe Meligeni Alves ha sconfitto in finale  Luka Pavlovic con il punteggio di 6–3, 6–3.

### Doppio
Santiago González /  Austin Krajicek hanno sconfitto in finale  Ryan Seggerman /  Patrik Trhac con il punteggio di 7–6(9), 3–6, [10–5].